# Hili Hati
Hili Hati is een bestuurslaag in het regentschap Nias Utara van de provincie Noord-Sumatra, Indonesië. Hili Hati telt 1005 inwoners (volkstelling 2010).